# Kulknappen

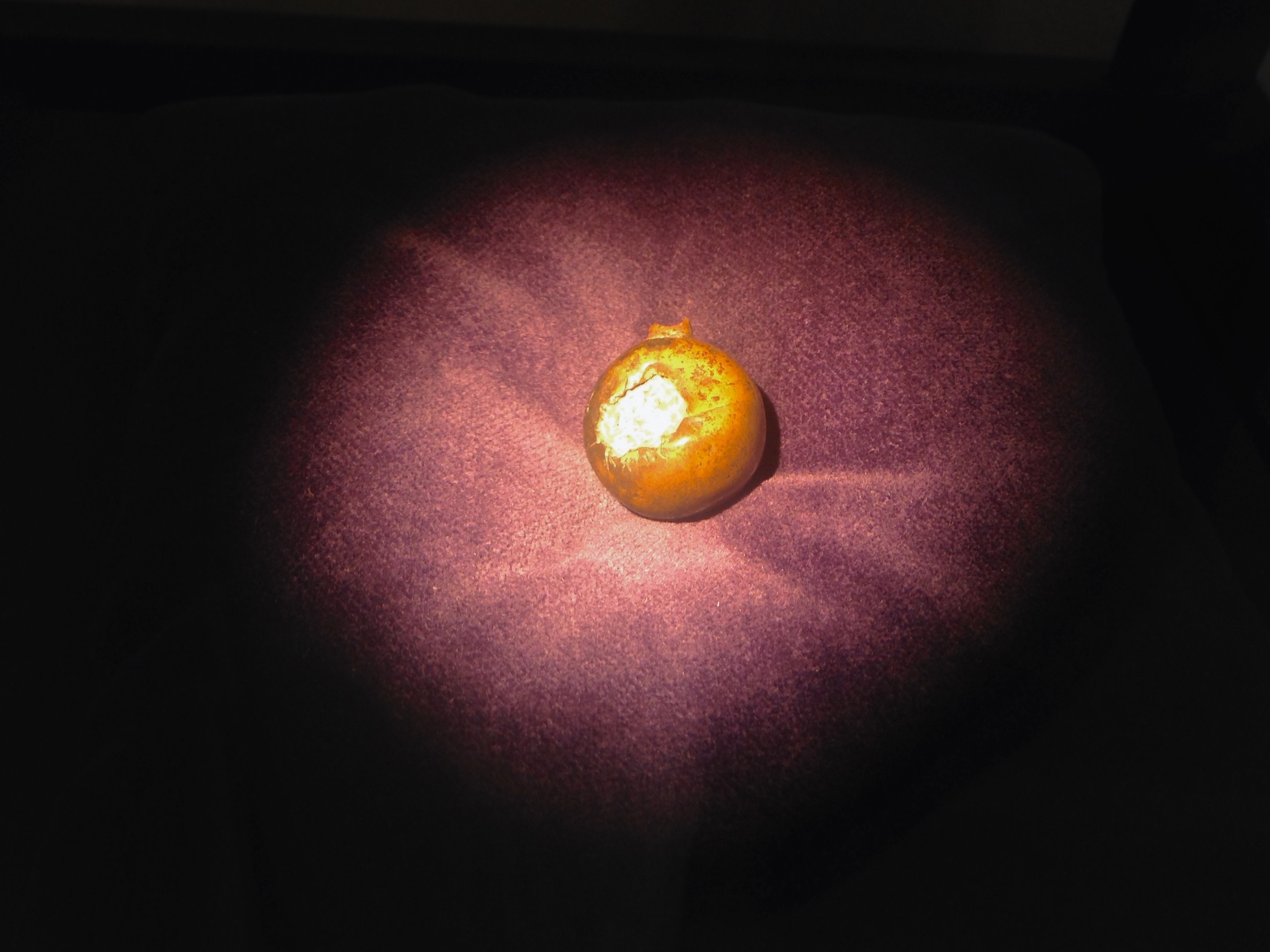
„Kulknappen” który miał zabić króla Szwecji Karola XII

Kulknappen – guzik, który według legendy został użyty jako pocisk do zastrzelenia króla Szwecji Karola XII podczas oblężenia norweskiej twierdzy Fredriksten w 1718, w czasie III wojny północnej (1700–1721).
Według legendy szwedzki żołnierz o nazwisku Nordenstierna zobaczył, jak Karol XII został zastrzelony, po czym ruszył naprzód, aby podnieść kulę, która przeszła przez głowę króla. Odkrył, że kula była przerobionym guzikiem z jednego z wielu mundurów Karola XII. Można to wytłumaczyć faktem, że wielu w czasach Karola XII wierzyło, że król jest chroniony przez siły boskie i dlatego może zostać zabity tylko jednym z jego własnych przedmiotów, takich jak przerobiony guzik munduru i użyty jako kula. Nordenstierna zabrał pocisk do domu na swoją farmę Deragård w prowincji Västergötland, ale po pewnym czasie zaczął się obawiać, że guzik obłożony jest klątwą dlatego wrzucił go do żwirowni, gdzie został przypadkowo znaleziony w 1924 przez kowala Carla Hjalmara Anderssona. W 1932 guzik trafił do Muzeum Historii Kultury Hallanda w Varbergu.
Szwedzki historyk kultury Albert Sandklef był jednym z tych, którzy na początku lat 40. XX wieku zapoczątkowali teorię guzików kulowych opartą na tradycji ludowej. Próbował między innymi udowodnić autentyczność guzika kulowego, przepuszczając go przez otwór kulowy w kapeluszu Karola XII.
W 2002, doktor Marie Allen i Ulf Pettersson przeprowadzili sekwencjonowanie DNA na Uniwersytecie w Uppsali. Celem było sprawdzenie, czy można znaleźć DNA o takim samym profilu DNA na guziku kulowym, jak krew znaleziona na rękawiczkach Karola XII, które znajdują się w Livrustkammaren w Sztokholmie. Śledztwo zakończyło się częściowo sukcesem jednak wadą tego typu badań jest to, że nie są one tak miarodajne jak analiza DNA jądrowego (ponieważ stare DNA jest trudniejsze do analizy, analiza nie jest wykonywana tak dokładnie). Jest to zatem bardzo słaby dowód, ponieważ uzyskany profil DNA Karola XII posiada około jeden na stu Szwedów. Należy również pamiętać, że na „Kulknappen” znajduje się DNA dwóch lub więcej osób, co nie jest szczególnie dziwne, biorąc pod uwagę, ile osób dotykało guzika na przestrzeni lat.